# ソーシャル・マニュファクチャリング
ソーシャル・マニュファクチャリング（英: social Manufacturing）とは、生活者が自ら生産やメンテナンス、アップグレード、リサイクルの一部に参加するための製品開発や社会システムのことである。

## 概要
ソーシャル・マニュファクチャリングにより、メーカーは製品の製造、流通コストを軽減し、生活者は製品を安価で手に入れることができる。また、製品を自分だけの好みにカスタマイズすることも容易となる。更に、製品のリサイクルにおいては、自治体が新たなリサイクルインフラを構築することがなく、生活者は日常的な資源ごみのルールで対応できる。メーカーがリサイクルを行う際にもリサイクルコストを削減することができることから、生活者へのリサイクル費用の負担も軽減される。広い意味では、生活者へのモノづくりへの教育やリサイクルへの参加意識も高まる効果もある。

## 背景
これまでに、生活者が自ら生産やメンテナンスの一部に係わることは製品の特性や発展過程のビジネス領域のゆえに自然発生的に存在していた。そのなかで資源循環の視点から、ソーシャル・マニュファクチャリングの概念は、 山際康之が2000年エコデザインジャパンシンポジウムにおいて情報家電を例に環境調和型製品開発のシナリオとして生活者が係わるモデルとして発表した。
2002年には、同シンポジウムにおいて生活者が自ら組立、分解しやすいための組立性、分解性設計の方法について発表され、以後、設計法が体系化されている。

また、2004年には、若者による自分好みの情報機器のカスタマイズや高齢化社会におけるリサイクル事業の雇用創出の視点から生活者におけるライフスタイルの例を提案している。
更に、2008年には、モノづくりを支援するためのコミュニティ形成の方法として生活者が参加する必要性について提言されている。
2011年には、環境省、国土交通省などが主催するエコジャパンカップにおいて、 リサイクルへ参加するための社会制度について、生活者への意識調査に基づいた提言もされている。
一方、日常での環境やモノづくりへの啓発活動として子供向け科学教育も開催されている。
2012年には、『フリー』、『ロングテール 』の著者でもあるクリス・アンダーソンが、『MAKERS（メイカーズ）―21世紀の産業革命が始まる』のなかで、3Dプリンターなどのツールを用いて個人が製造業へ参入する社会について解説されているが、これらも同様の考え方といえる。

## 分類
これまでに、生活者が生産やメンテナンス、アップグレード、リサイクルの一部に参加する製品は生み出されてきたが、その特徴を山際康之は下記に分類している。
- 生産タイプ：購入してから組立を行う製品。例として、イケアなど大型家具店舗で見られる椅子、机、テーブル、ラックなどがあげられる。[9]
- 収納タイプ：使用しない時には収納する製品。例として、古くは夏季に使用する扇風機や冬季に使用するこたつなどがあげられる。
- 容器開封タイプ：パッケージ開封も大きな意味での参加である。例として、缶詰や瓶ビール、ジュースなどの栓抜きも含まれる。
- 消耗品交換タイプ：製品の一部にある消耗した部品を交換しながら使い続ける製品。例として、乾電池、電球、蛍光灯、カッタ―の刃、プリンターのインクカートリッジなどがあげられる。
- 清掃タイプ：製品の一部を清掃しながら使い続ける製品。例として、エアコン、換気扇、空気清浄機のフィルターなどがあげられる。
- 機能向上タイプ：製品の一部を機能アップした部品に交換しながら使い続ける製品。例として、パソコンのメモリー、ハードディスクなどがあげられる。
- リサイクルタイプ：製品の使用後の排出時に分別する製品。例として、サランラップに代表される食品ラップの紙箱とカッタ―刃の分別、ペットボトルのラベル剥がしの分別、ティッシュボックスのコンパクト解体などがあげられる。[10]